# Енциклопедија филозофије
Енциклопедија филозофије (енгл. Encyclopedia of Philosophy) јесте једна од главних енциклопедија филозофије на енглеском језику.
Прво издање енциклопедије је било осмотомно, а уредник је био Пол Едвардс; издао ју је 1967. Макмилан; репринтована је у четири тома 1972.
„Supplement” том, уредника Доналда М. Борчерта, додат је репринтаном првом издању 1996, са чланцима о развоју у филозофији од 1967, покривајући нове теме и чланке писане као наставак на прво издање.
Друго ииздање, такође уредника Борчерта (9780028657813), издато је у десет томова 2006. године (ткђ. Макмилан). Томови 1—9 садрже алфабетски поређане чланке. Том 10 садржи:
- Appendix (стр. 1—48), додаци на чланке из претходних томова;
- Thematic outline of content (стр. 49—66);
- Bibliographies (стр. 67—177);
- Index (стр. 179—671).

ISBN-ови су 0-02-865780-2 за тврдоукоричено издање, тј. 0-02-866072-2 за електроничку књигу.
Тренутно издање је од издавача Макмилан референс САД, који је део компаније Гејл односно Сенгејџа. Принтано издање кошта 1.693 америчка долара (мај 2017), а е-књига је доступна по цени која се добије након подношења захтева и „зависи од типа вашег налога и опслужене популације”.